# Exército Indiano

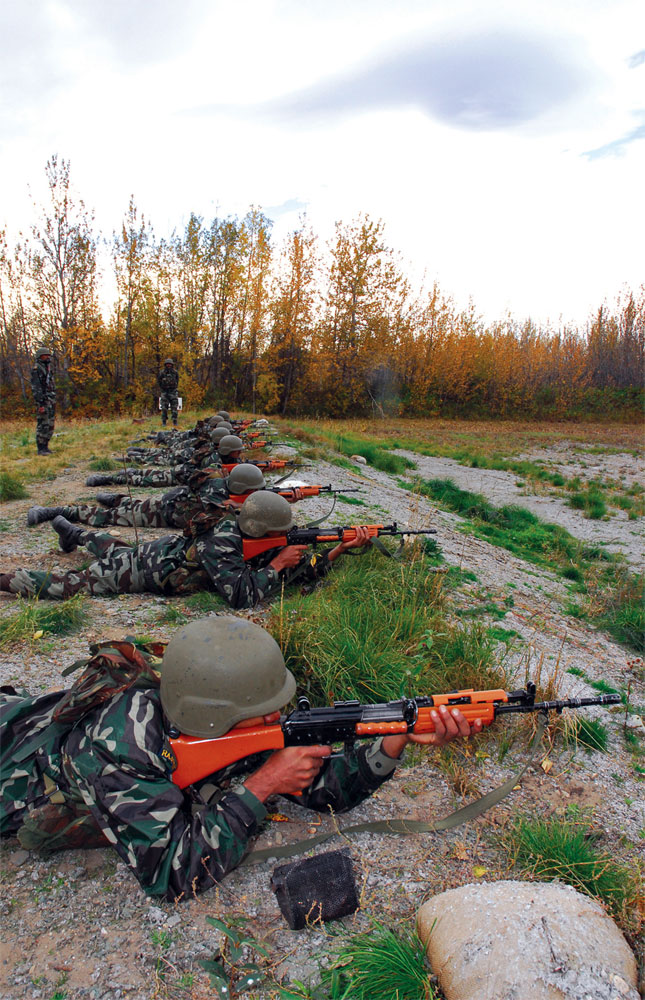
Militares indianos em treinamento.

O Exército Indiano (em hindi: भारतीय थाल्सेना, Bhāratīya Sthalsēnā) é uma dentre as forças armadas da Índia, e tem a responsabilidade pela operações militares em terra. Entre seus principais objetivos estão a manutenção da paz e da segurança do país patrulhando as fronteiras e realizando operações antiterroristas. Também exerce operações humanitárias e de salvamento durante calamidades e perturbações, e tem sido frequentemente chamada a manter a segurança interna do país.
A sua criação ocorreu quando a Índia conquistou a independência em 1947, e herdou a maioria das infra-estruturas do Exército Britânico, que eram localizadas no pós-partição da Índia. É um serviço voluntário e, apesar de uma provisão para recrutamento militar existir na constituição do país, ela nunca foi imposta. Desde a independência, o Exército Indiano tem se envolvido em quatro guerras com o vizinho Paquistão e três com a China. Outras grandes operações realizadas incluem a Operação Vijay, Operação Meghdoot e Operação Cactus. Além de conflitos, também tem se envolvido em diversas missões de paz das Nações Unidas.

## Missão
O Exército Indiano prevê que "O Exército Indiano é o componente terrestre das Forças Armadas Indianas, que existe para defender os ideais da Constituição da Índia." Como um importante componente do poder nacional, juntamente com a Marinha da Índia e a Força Aérea da Índia, os papéis do Exército são os seguintes:
- Principais: preservar os interesses nacionais e salvaguardar a soberania, integridade territorial e unidade da Índia contra quaisquer ameaças externas, pela dissuasão ou pela guerra;
- Secundário: Auxiliar agências governamentais a lidar com a 'guerra por procuração' e outras ameaças internas, e prestar auxílio à autoridade civil, quando requisitados".

## História

### Exército da Índia Britânica

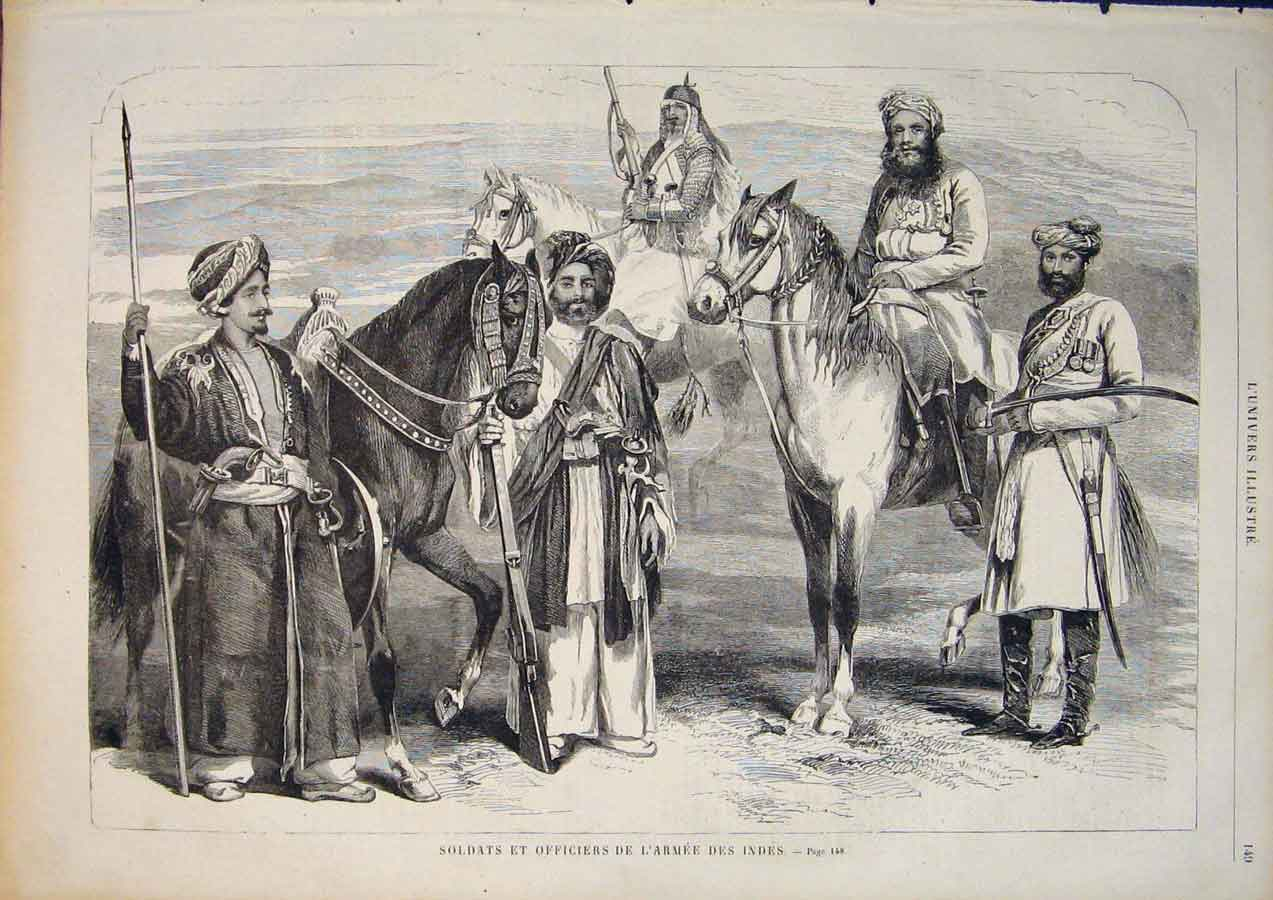
Soldados e oficiais do exército indiano (L'Univers illustré, 1858).

Um Departamento Militar foi criado no Governo Supremo da Companhia das Índias Orientais em Kolkata no ano de 1776, tendo a função principal de separar e registrar as ordens relativas ao Exército emitidas por vários departamentos do Governo da Companhia das Índias Orientais.
Com a Carta Lei de 1833, a Secretaria de Governo da Companhia das Índias Orientais foi reorganizada em quatro departamentos, incluindo um Departamento Militar. O Exército na Presidência de Bengal, Bombaim e Madras funcionava como respectivo Exército da Presidência até abril de 1895, quando os exércitos da Presidência foram unificados em um único Exército Indiano. Por conveniência administrativa, foi dividido em quatro Comandos, nomeados, Punjab (incluindo a Fronteira Noroeste), Bengal, Madras (incluindo a Birmânia) e Bombaim (incluindo Sind, Quetta e Aden).
O Exército da Índia Britânica era uma força crítica na primazia do Império Britânico em toda a Índia, bem como no mundo. Além de manter a segurança interna da Índia Britânica, o exército também lutou ao redor do mundo:
- Guerra Anglo-Birmanesa
- Primeira Guerra Anglo-Sikh
- Segunda Guerra Anglo-Sikh
- Primeira Guerra Anglo-Afegã
- Segunda Guerra Anglo-Afegã
- Terceira Guerra Anglo-Afegã
- Primeira Guerra do Ópio
- Segunda Guerra do Ópio
- Levante dos Boxers

### Primeira e Segunda Guerras Mundiais

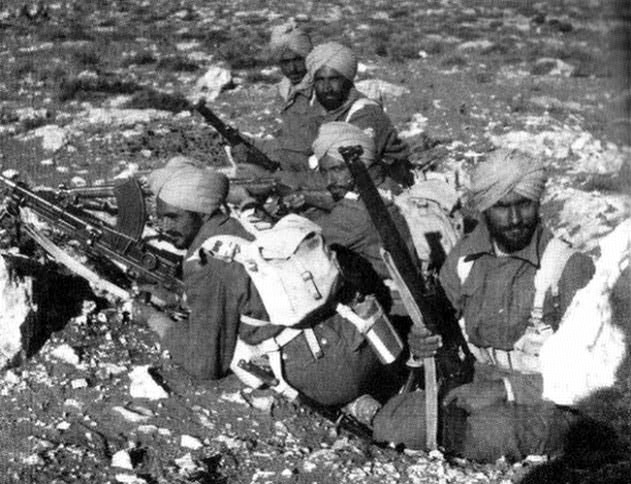
Militares do Exército Indiano durante a Operação Cruzado no Egito, em 1941.

No Século XX o Exército da Índia Britânica foi um complemento fundamental para as forças britânicas em ambas as Guerras Mundiais.
Aproximadamente 1,3 milhões de soldados indianos serviram na Primeira Guerra Mundial (1914-1918) para os aliados após o Reino Unido fazer promessas vagas de auto-governo ao Congresso Nacional Indiano visando o seu apoio. A Grã-Bretanha renegou as suas promessas após a guerra, o que levou o movimento de independência da Índia a ganhar força. 74 187 soldados indianos foram mortos ou desaparecidos em combate.
A "Indianização" do Exército da Índia Britânica começou com a formação do Colégio Militar Real Indiano Prince of Wales em Dehradun em março de 1912, com o objetivo de proporcionar educação aos descendentes de aristocratas e às famílias indianas e para preparar meninos indianos selecionados para admissão na Real Academia Militar de Sandhurst. Os oficiais indianos deram uma comissão de rei, e depois de concluir foram colocados em uma das oito unidades selecionadas para indianização. A pressão política devido ao ritmo lento de indianização, apenas 69 oficiais sendo comissionados entre 1918 e 1932, conduziram à formação da Academia Militar Indiana em 1932 e a um maior número de oficiais de origem indiana a serem comissionados.
Na Segunda Guerra Mundial (1939-1945), 2,58 milhões de soldados indianos lutaram para os aliados, novamente depois de promessas britânicas de independência. As tropas indianas serviram na Eritreia, Etiópia, África do Norte, África Oriental, Itália, Mesopotâmia, Irã, Birmânia e Malásia, com 87 mil soldados indianos perdendo suas vidas na guerra. No lado oposto, um Exército Nacional Indiano foi formado sob o controle japonês, mas teve pouco efeito sobre a guerra.

### Início

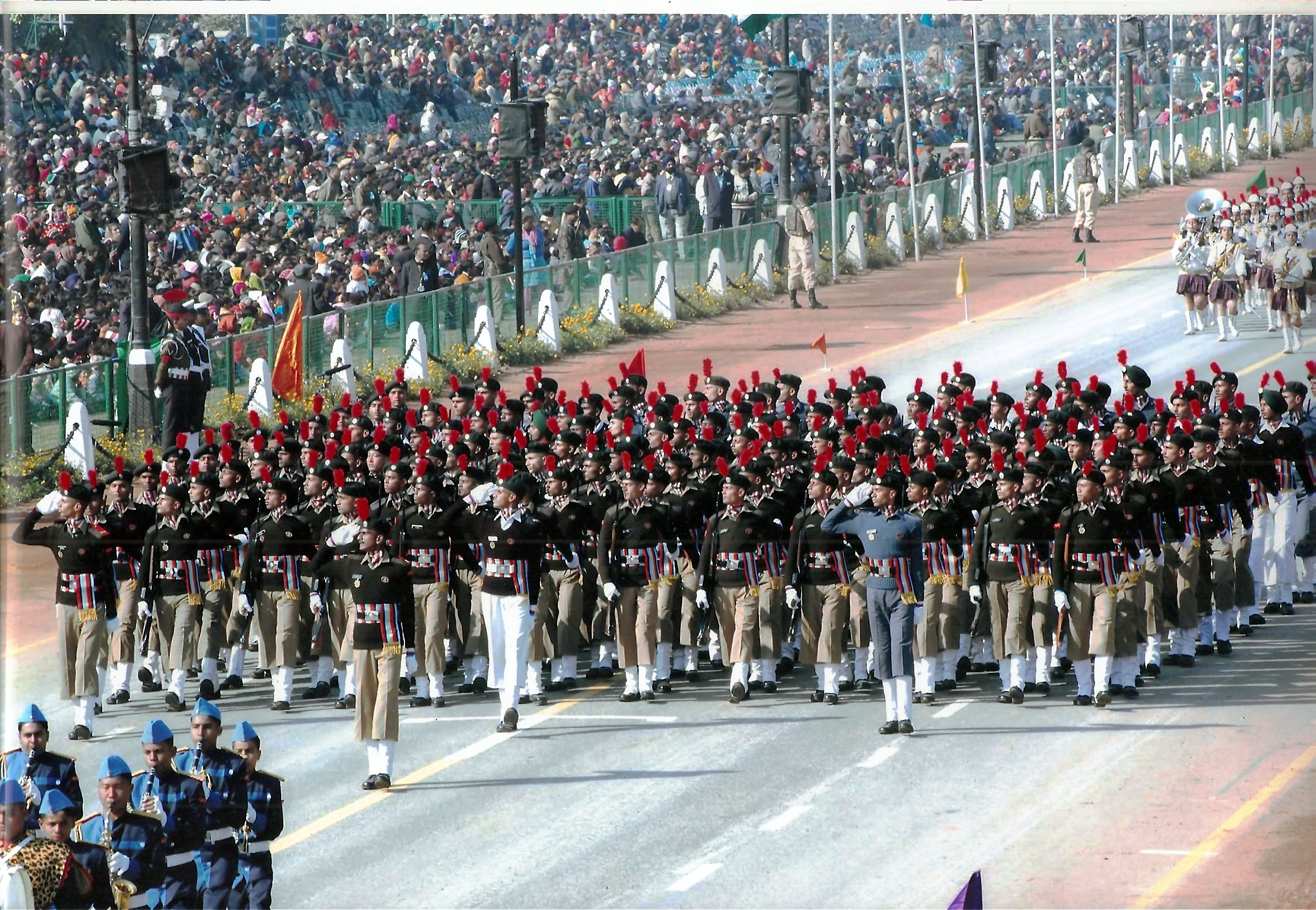
Militares do exército indiano.

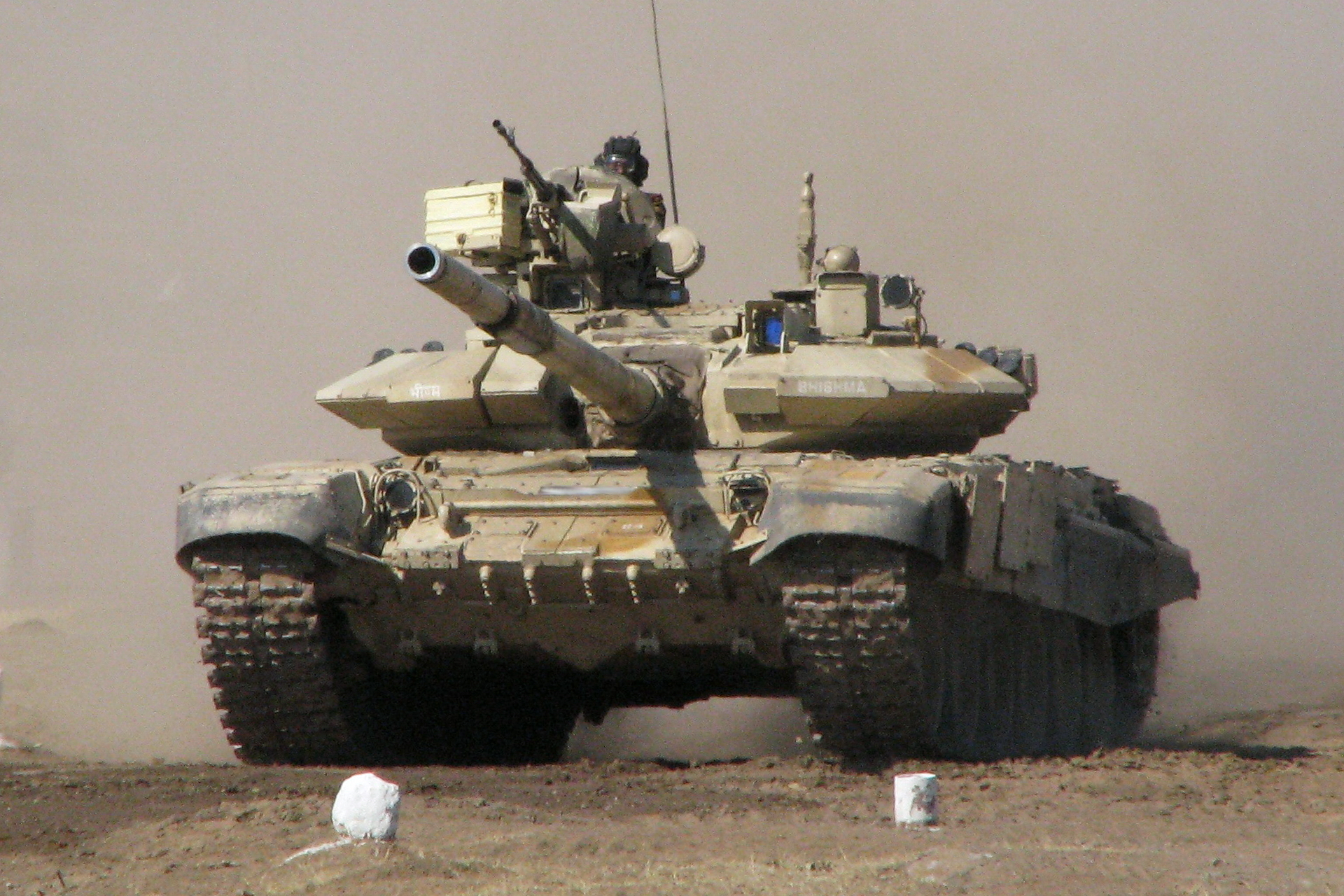
Um tanque T-90 indiano.

Após a independência e a subsequente partição da Índia em 1947, quatro dos dez regimentos Gurkhas foram transferidos para o exército britânico. O resto do Exército da Índia Britânica foi dividido entre as nações recém-criadas da República da Índia e República do Paquistão. A Força de Fronteira de Punjab, que havia sido formada para auxiliar a policiar o Punjab durante o período de partição foi dissolvida, e o Quartel General de Delhi e o Comando de Punjab Oriental foram formados para administrar a área.